# Samedi de l'Acathiste

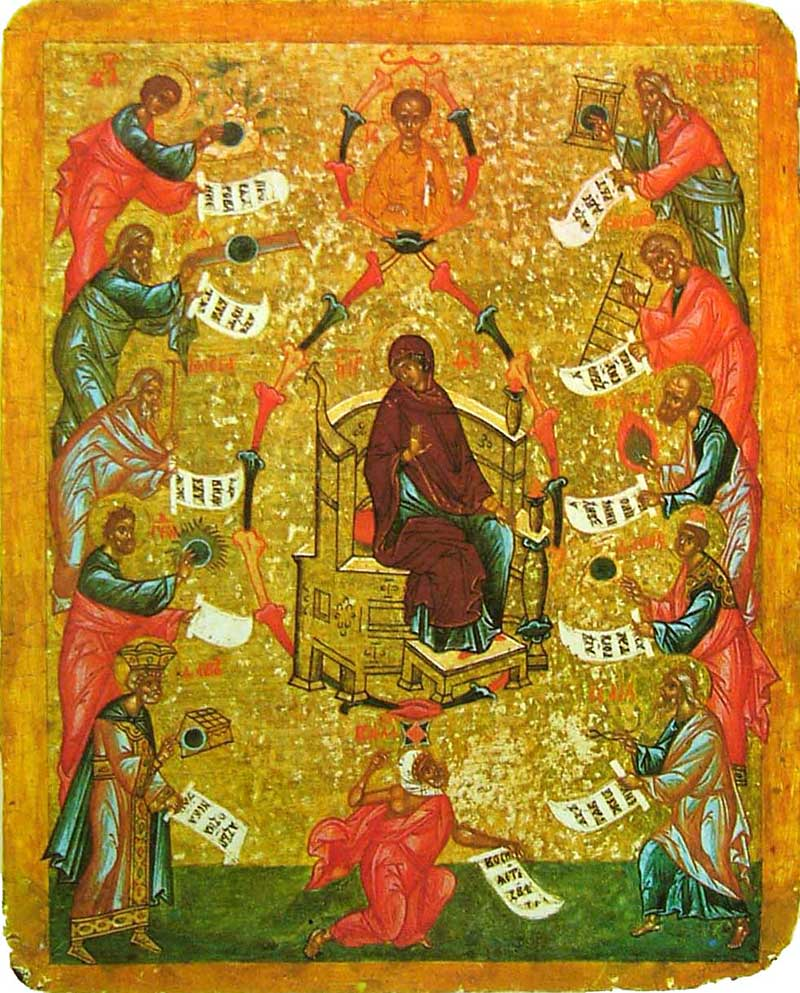
Représentation du Samedi de l'Acathiste.

Le Samedi de l'Acathiste est une journée du culte orthodoxe consacrée à la célébration de Marie, Mère de Dieu, le samedi de la cinquième semaine du Grand Carême. Chez les orthodoxes grecs, les stances de l’Acathiste sont chantées tout au long des quatre premiers vendredis de Carême. La fête doit son nom au chant d'action de grâces que l'on écoute ce jour-là : l’acathiste à la Mère de Dieu.
L'acathiste est un chant que l'on écoute debout (acathiste signifiant  en grec moderne « non assis »). L'acathiste à la Mère de Dieu, composé en 628, est l'archétype, le premier et le plus connu de ces chants. Il est chanté lors de l'Orthros du samedi de la cinquième semaine du Grand Carême (P - 15).

## Les temps du Grand Carême
- Lundi pur, suivant le dimanche du Pardon, premier jour du Grand Carême ;
- Dimanche de l'Orthodoxie ou premier dimanche de carême ;
- Dimanche des Reliques ou dimanche de Grégoire Palamas ou deuxième dimanche de carême ;
- Dimanche de la Croix ou troisième dimanche de carême ;
- Dimanche de Jean Climaque ou quatrième dimanche de carême ;
- Matines du Samedi de l'Acathiste (ou Vendredi de l’Acathiste) ;
- Dimanche de Marie l'Égyptienne ou cinquième dimanche de carême ;
- Vendredi veille de Lazare, dernier jour du Grand Carême ;
- Samedi de Lazare, fin du Grand Carême.

### Articles liés
- Fêtes mobiles dans le rite byzantin
- Acathiste
- Grand Carême
- Rite byzantin
- Synaxaire
- Triodion